# باشگاه فوتبال راندرس
باشگاه فوتبال راندرس (انگلیسی: Randers FC) باشگاه فوتبال مستقر در شهر راندرس، دانمارک که در مسابقات سوپر لیگ فوتبال دانمارک شرکت می‌کند. این باشگاه در تاریخ ۱ ژانویه ۲۰۰۳ تأسیس شده است.